# Republica Populară Basarabeană
Republica Populară Basarabeană (în ucraineană Бессарабська Народна Республіка, în rusă Бессарабская народная республика) a fost o mișcarea separatistă din regiunea istorică Bugeac, aflată în prezent în sud-vestul regiunii Odesa din Ucraina. Aceasta a activat ca un grup terorist, dorind separarea față de Ucraina și alipirea la proiectul Novorusia. Se planifica, de asemenea, și destabilizarea regiunilor Transnistria și Găgăuzia, pentru a fi și acestea alipite Novorusiei. Mișcarea a fost lichidată în cele din urmă de Serviciul de Securitate al Ucrainei.